# ГЕС Куарасі-Нунес
ГЕС Куарасі-Нунес (порт. Usina Hidrelétrica Coaracy Nunes) – гідроелектростанція на північному сході Бразилії у штаті Амапа. Знаходячись між ГЕС Cachoeira Caldeirão (вище по течії) та ГЕС Ферейра Гомес, входить до складу каскаду на річці Арагуарі, котра впадає в Атлантичний океан за десяток кілометрів на північ від одного з рукавів Амазонки.
В межах проекту річку перекрили греблю довжиною біля 0,8 км, у кількох сотнях метрів праворуч від якої знаходиться друга споруда подібного призначення довжиною біля 0,55 км з інтегрованим у неї машинним залом. Разом вони утримують  витягнуте по долині річки на 9 км водосховище, що має періметр 55,6 км, глибину від 6 до 30 метрів та стабільний рівень поверхні під час операційної діяльності. Останній має складати 42,1 метра НРМ, при цьому площа водойми становить 23,2 км2, а її об’єм 139 млн м3.
Машинний зал обладнали трьома турбінами типу Каплан, з яких дві мають потужність по 24 МВт, а одна 30 МВт. Це обладнання працює при напорі у 18 метрів. 
Видача продукції відбувається по ЛЕП, розрахованій на роботу під напругою 138 кВ.
Можливо відзначити, що існує проект спорудження між зазначеними вище двома греблями ще одного машинного залу, котрий дозволить збільшити потужність комплексу до 298 МВт.